# Nancy Drew (serie televisiva)
Nancy Drew è una serie televisiva statunitense, prodotta dal 2019 al 2023, per quattro stagioni, e trasmessa dall'emittente televisiva americana The CW.
La serie è tratta dalla serie di libri gialli per ragazzi dedicati a Nancy Drew. Questa è la terza serie televisiva prodotta tratta dai romanzi, dopo Nel tunnel dei misteri con Nancy Drew e gli Hardy Boys (1977-1979), e anche una versione americana e canadese del 1995.
In Italia viene trasmessa dal 2023 su Rai 4.

## Trama
Dopo che i piani del college di Nancy Drew sono stati messi in attesa a seguito della morte della madre, la ragazza si ritroverà coinvolta in un mistero quando lei e i suoi quattro amici sono testimoni (e sospettati) dell'omicidio di una ricca socialite della cittadina e si uniscono per trovare la persona responsabile.

## Episodi
| Stagione         | Episodi | Prima TV USA | Prima TV Italia |
| ---------------- | ------- | ------------ | --------------- |
| Prima stagione   | 18      | 2019-2020    | 2023            |
| Seconda stagione | 18      | 2021         | 2023            |
| Terza stagione   | 13      | 2021-2022    | 2023            |
| Quarta stagione  | 13      | 2023         | 2024            |

## Personaggi e interpreti

### Principali
- Nancy Drew, interpretata da Kennedy McMann. Una detective adolescente, che si ritrova trascinata in un caso di omicidio collegato alla sua famiglia. Si scopre poi che è stata adottata e appartiene in realtà alla ricca e corrotta famiglia Hudson.[2][3]
- George Fan, interpretata da Leah Lewis. La vecchia nemica di Nancy delle superiori e il suo capo nella tavola calda del paese, il Bayside Claw, dove lavora per prendersi cura della sua numerosa famiglia.[3][4]
- Bess Marvin, interpretata da Maddison Jaizani. Una ricca ragazza con un misterioso passato che lavora come cameriera con Nancy al Bayside Claw. Fa parte della famiglia Marvin.[3][4]
- Ned "Nick" Nickerson, interpretato da Tunji Kasim. Un ex detenuto adolescente e giocatore di calcio che ora gestisce un negozio di riparazione auto. È il fidanzato segreto di Nancy, poi suo ex. Diventa il compagno di George.[3][5]
- Ace, interpretato da Alex Saxon. L’affabile lavapiatti/cuoco del Bayside Claw che inizialmente collabora con la polizia a causa del suo passato come hacker. Usa le sue abilità per aiutare il gruppo. È innamorato di Nancy dai tempi delle superiori.[3][4]
- Karen Hart, interpretata da Alvina August. Una investigatrice del dipartimento di polizia di Horseshoe Bay che esce con il padre di Nancy.[3][4]
- Ryan Hudson, interpretato da Riley Smith. Un affascinante e benestante socialite, marito della vittima di omicidio Tiffany Hudson. È il padre biologico di Nancy.[6][7]
- Carson Drew, interpretato da Scott Wolf. Un avvocato penalista e padre  di Nancy.[3][8]

### Ricorrenti
- Sceriffo McGinnis, interpretato da Adam Beach. Lo sceriffo di Horseshoe Bay e il capo di Karen.
- Tiffany Hudson, interpretata da Sinead Curry. La moglie di Ryan che viene uccisa misteriosamente.
- Lucy Sable, interpretata da Stephanie Van Dyck. Una ragazza uccisa diciannove anni fa.
- Lisbeth, interpretata da Katie Findlay. Una donna che lavora per gli Hudson e l'interesse amoroso di Bess.
- Owen Marvin, interpretato da Miles Gaston Villanueva. Il rampollo di un ricco clan, legato agli Hudson.

### Guest
- Laura Tandy, interpretata da Stevie Lynn Jones. La sorella di Tiffany che crede che sua sorella sia stata uccisa.
- Victoria Fan, interpretata da Liza Lapira. La madre di George che sa un sacco di cose sui fantasmi.
- Harriet Grosset, interpretata da Pamela Sue Martin. Una medium.
- Katherine Drew, interpretata da Sara Canning. La madre di Nancy, morta di cancro al pancreas un anno prima.

## Produzione

### Sviluppo
Nel settembre 2018, The CW annunciò che Josh Schwartz e Stephanie Savage stavano sviluppando una nuova serie ispirata alla serie di romanzi gialli di Nancy Drew. The CW ha annunciato la serie il 7 maggio 2019. Il 16 maggio 2019, The CW ha distribuito il primo trailer ufficiale. La serie ha debuttato il 9 ottobre 2019. La serie è stata rinnovata per la seconda stagione il 7 gennaio 2020. Successivamente viene rinnovata per la terza stagione, che va in onda da ottobre 2021 a gennaio 2022. Nel mese di marzo 2022 il network The CW rinnova la serie per la sua quarta e ultima stagione, andata in onda dal 31 maggio al 23 agosto 2023.

### Casting
All'inizio del 2019, l'attrice Kennedy McMann fu annunciata come la protagonista della serie, Tunji Kasim come Ned "Nick" Nickerson, Alex Saxon come Ace, Leah Lewis come George, Maddison Jaizani nei panni di Bess, e Freddie Prinze, Jr. nel ruolo del padre di Nancy, Carson Drew.
Pamela Sue Martin, che interpretava Nancy Drew nella serie originale degli anni '70 Nel tunnel dei misteri con Nancy Drew e gli Hardy Boys, fu scritturata come Harriet Grosset per il pilot nell'aprile 2019.
Il 9 maggio 2019, fu annunciato che Scott Wolf sostituirà Prinze nel ruolo di Carson Drew.
Riley Smith si è unito al cast come Ryan Hudson il 16 maggio 2019.